# Robin Knoche
Robin Knoche, född 22 maj 1992 i Braunschweig, är en tysk fotbollsspelare som spelar för Union Berlin.

## Karriär
Den 4 augusti 2020 värvades Knoche av Union Berlin.